# Friedrich von Falkenhausen
Le baron Friedrich Carl Alexander Cäsar von Falkenhausen (né le 21 août 1869 à Potsdam et mort le 27 mars 1946 dans la même ville) est un avocat administratif, écrivain et traducteur prussien.

## Biographie
Falkenhausen est le fils du baron Ludwig von Falkenhausen (1844-1936) et de sa première épouse Helene née von Waldow et Reitzenstein (de) (1847-1886). Il étudie le droit à l'Université Georges-Auguste de Göttingen et à l'Université de Heidelberg et devient membre du Corps Saxonia Göttingen (1887) et Saxo-Borussia (1888). Après avoir réussi l'examen d'État et suivi un stage juridique, Falkenhausen travaille comme administrateur de l'arrondissement de Lübben (de) à partir de 1899. En 1905, il engage comme ouvrier non qualifié au ministère prussien de l'Agriculture et, en 1910, il est promu conseiller supérieur du gouvernement. En 1914/15, il est président du district de Potsdam, où il est également chef de l'administration des voies navigables de la Marche.
En 1916, il nomme président de l'office des céréales de l'État prussien, en même temps qu'il est également membre du conseil d'administration de l'Office impérial des céréales (de). En outre, de 1915 à 1917, il est sous-secrétaire d'État au ministère prussien de l'Agriculture. En 1916, il est nommé vice-président de l'Office du Reich à l'Alimentation. En 1917, il se voit confier la direction des affaires du chef de l'administration de l'état-major de l'Ober Ost. En même temps, il est commissaire civil impérial en Courlande et en Lituanie. En 1918, il est nommé commissaire du Reich pour les régions de la mer Baltique occupées par l'Allemagne et la Lituanie.
En juillet 1918, il est d'abord mis en liquidation et finalement licencié en novembre 1918. En mars 1920, il doit diriger la Chancellerie du Reich du gouvernement putschiste sous Wolfgang Kapp. À la retraite, il traduit et commente la Divine Comédie et écrit une biographie de Dante.
En 1930, il est plénipotentiaire de l'impératrice Hermine à Saabor, en Basse-Silésie.
Falkenhausen épouse le 4 décembre 1896 à Lieberose Charlotte von der Marwitz (née le 13 mai 1873 à Friedersdorf et morte le 11 décembre 1968 à Düsseldorf-Kaiserswerth). Son fils Gotthard von Falkenhausen (de) devient banquier. Sa fille Helene von Falkenhausen devient peintre. Elle épouse Harald von Koenigswald. Grâce à cette connexion, il est arrivé que Falkenhausen a écrit des articles et des critiques de livres pour le journal Weiße Blätter (de).

## Œuvres (sélection)
- Kriegführung und Wissenschaft. Berlin 1913
- Göttliche Komödie. Leipzig 1937
- Dantes Leben. Weimar 1939
- Preußisches Vermächtnis – Rede auf Friedrich den Großen. Oldenburg (Old.) 1940
- Auf Dantes Spuren. Weimar 1940
- Im Schatten Napoleons. Aus den Erinnerungen von Claire Elisabeth Jeanne de Rémusat, Übersetzung. Leipzig 1941